# Guerra Preta
Guerra Preta era o nome dado pelos portugueses, do séc. XVI ao XVIII, às tropas africanas auxiliares que combatiam em Angola ao serviço da Coroa Portuguesa. Eram maioritariamente compostas por guerreiros ambundos de sobas aliados ou vassalos, mas também mercenários imbangalas e escravos dos portugueses.
Destacaram-se nas chamadas Guerras Angolanas, combatendo contra os exércitos do Reino do Dongo, o Reino do Congo, o Reino de Cassange, e o Reino de Matamba, entre outros. Devido à sua ligeireza tendiam a ser utilizados em conjunto com a cavalaria portuguesa em ataques e quando a fortaleza de Ambaca foi atacada na década de 1620 um destacamento de cavalaria e "guerra preta" foi enviado a socorrer a guarnição rapidamente.